# ふぢ餅
か津ら ふぢ餅（かつら ふぢもち）は、徳島県石井町の和菓子屋である岡萬本舗の和菓子商品である。あんころ餅の一種。

## 概要
名西郡石井町の町花である藤にちなんだ菓子で、1902年（明治35年）に岡萬本舗が創業して以来の商品である。寛政年間（1789年-1801年）に地福寺住職の隆淳上人が、一株の藤樹を植えたのが起源だと云われている。
阿波和三盆糖と徳島県産の柚子皮を使った白餡を、紫芋で藤色に着色した求肥餅で包んだ柔らかな餅菓子である。

## 受賞歴
- 1998年 - 第23回全国菓子大博覧会 名誉総裁賞
- 1999年 - 第24回全国菓子大博覧会 無監査賞受賞